# Nebo može čekati (1978.)
Nebo može čekati (eng. Heaven Can Wait) je američka komedija iz 1978. godine koju su režirali Warren Beatty i Buck Henry. To je druga filmska adaptacija istoimene kazališne predstave autora Harryja Segalla. Beatty nastupa u glavnoj ulozi igrača američkog nogometa koji se, nakon fatalne prometne nesreće, vraća na Zemlju u tijelu milijunaša. 
Film je polučio izraziti kritičarski i komercijalni uspjeh. Pobijedio je u sve tri kategorije u kojima je nominiran za nagradu Zlatni globus (najbolji film (komedija ili mjuzikl), najbolji glavni glumac (komedija ili mjuzikl) i najbolja sporedna glumica), a nominiran je u čak devet kategorija za prestižnu nagradu Oscar (uključujući one za najbolji film, glavnog glumca, sporednu glumicu, sporednog glumca i adaptirani scenarij).

## Radnja
Joe Pendleton (Warren Beatty), drugi vođa navale u ekipi Los Angeles Rams, raduje se što će voditi svoj tim prema osvajanju Super Bowla (prvenstva u američkom nogometu). Vozeći se biciklom kroz tunel na Mulholland Driveu u Los Angelesu, on doživi prometnu nesreću s nadolazećim kamionom. Njegov anđeo zaštitnik (Buck Henry), kojemu je ovo prvi takav zadatak, uzima Joeovu dušu i odvodi ju na put u život poslije života, vjerujući da je njegova smrt neizbježna.
Međutim, Joe odbija povjerovati da je njegovo vrijeme došlo i nakon kratke istrage tajanstveni gospodin Jordan (James Mason) otkriva da je Joe u pravu; sudbina njegove smrti zapisana je tek godinama kasnije. Nažalost, budući je njegovo staro tijelo već kremirano, njih dvojica za Joea moraju pronaći novo tijelo. Nakon što odbije nekoliko prvih mogućnosti (muškarci kojima se bliži smrt), Joe napokon prihvaća tijelo milijunaša industrijalista Lea Farnswortha. Farnswortha su upravo drogirali i utopili u kadi njegova supruga Julia (Dyan Cannon) i njezin ljubavnik te njegov osobni tajnik Tony Abbott (Charles Grodin).
Julia i Tony zbunjeni su pojavljivanjem Farnswortha za kojeg su vjerovali da je mrtav. Leo uskoro kupuje kompletnu nogometnu momčad Los Angeles Ramsa kako bi ih kao vođa navale poveo do naslova prvaka. Međutim, kako bi to uspio, najprije mora uvjeriti i zatražiti pomoć od svog dugogodišnjeg prijatelja i trenera Maxa Corklea (Jack Warden) koji bi njegovo tijelo trebao dovesti u formu. U isto vrijeme Leo/Joe se zaljubljuje u aktivisticu Betty Logan (Julie Christie) koja ne odobrava Farnsworthovu politiku i akcije. 
Kako se približava završnica prvenstva i samog filma, svi likovi doživljavaju određene krize. Julia i Abbott nastavljaju sa svojim ubilačkim planovima pa Abbott ubija Farnswortha. Zbog toga su Ramsi prisiljeni startati s drugim vođom navale, Thomasom Jarrettom u odlučujućoj utakmici sezone. Nakon brutalnog prekršaja koji doživi na terenu, Jarrett umire. Uz pomoć gospodina Jordana Joe uđe u posljednje tijelo (Jarrettovo), oživljava ga i zabija odlučujući pogodak na utakmici koji Ramse odvodi do pobjede.
Tijekom proslave naslova poslije utakmice, gospodin Jordan uklanja Joeovo sjećanje na prošli život i odlazi. Joe zbog toga postaje Thomas Jarrett i kozmička ravnoteža je ponovno uspostavljena; nakon proslave pobjednički vođa navale, Jarrett, upoznaje Betty, a sam kraj filma prikazuje početak njihove velike ljubavi uz obostranu prisutnost deja vu osjećaja.

## Glumačka postava
- Warren Beatty kao Joe Pendleton/Leo Farnsworth/Tom Jarrett
- Julie Christie kao Betty Logan
- James Mason kao gospodin Jordan
- Jack Warden kao Max Corkle
- Charles Grodin kao Tony Abbott
- Dyan Cannon kao Julia Farnsworth
- Buck Henry kao The Escort
- Vincent Gardenia kao detektiv Krim
- Joseph Maher kao Sisk
- Hamilton Camp kao Bentley
- Arthur Malet kao Everett
- Stephanie Faracy kao Corinne
- Jeannie Linero kao Lavinia
- John Randolph kao bivši vlasnik
- Deacon Jones kao Gorman
- Les Josephson kao Owens

Nekoliko bivših igrača nogometne momčadi Los Angeles Rams pojavljuje se u cameo ulogama, a među njima su Deacon Jones, Les Josephson, Jack Snow, Jim Boeke i Charley Cowan.
Uz već spomenute bivše nogometaše u filmu se pojavljuju i neki poznati sportski komentatori. U pozadini jedne scene Bryant Gumbel komentira dok se Curty Gowdy i Al DeRogatis mogu čuti tijekom Super Bowl utakmice također kao komentatori. Dick Endberg nakon utakmice intervjuira Joea Pendletona/Toma Jarretta.
Beatty je jako želio u ulozi gospodina Masona vidjeti Caryja Granta pa je išao toliko daleko da je od Grantove bivše supruge, Dyan Cannon, zatražio da lobira za njega. Međutim, premda je Grant bio u iskušenju, svejedno je odlučio ne prekidati svoju filmsku mirovinu zbog ove uloge.
Budući voditelj televizijskih kvizova Peter Tomarken u filmu se pojavljuje kao novinar.

## Produkcija
Beatty je u početku želio da naslovnu ulogu igra Muhammad Ali, ali zbog njegove učestale obveze prema boksu, Beatty je promijenio glavni lik iz boksača u igrača američkog nogometa i odlučio ga sam glumiti.

## Zanimljivost
Godinu dana nakon što je film snimljen nogometne momčadi Ramsa i Pittsburgh Steelersa igrali su pravo finale Super Bowla (kao i u filmu). Međutim, za razliku od filma, Steelersi su bili bolji i pobijedili rezultatom 31:19.

## Nagrade i nominacije

### Oscar
Film Nebo može čekati nominiran je u devet kategorija za prestižnu filmsku nagradu Oscar, a osvojio je jednu:
- Najbolja scenografija - Paul Sylbert, Edwin O'Donovan i George Gaines
- Najbolji film - Warren Beatty
- Najbolji redatelji - Warren Beatty i Buck Henry
- Najbolji glumac - Warren Beatty
- Najbolji sporedni glumac - Jack Warden
- Najbolja sporedna glumica - Dyan Cannon
- Najbolji adaptirani scenarij - Warren Beatty i Elaine May
- Najbolja kamera - William A. Fraker
- Najbolja originalna glazba - Dave Grusin

### Zlatni globus
Film Nebo može čekati nominiran je u tri kategorije za nagradu Zlatni globus i osvojio je sve tri:
- Najbolji film (mjuzikl/komedija)
- Najbolji glumac (mjuzikl/komedija) - Warren Beatty
- Najbolja sporedna glumica - Dyan Cannon

## Vanjske poveznice
- Nebo može čekati u internetskoj bazi filmova IMDb-a
- Nebo može čekati na Box Office Mojo
- Nebo može čekati na Rotten Tomatoes